# Candín
Candín és un municipi de la província de Lleó a la comunitat autònoma de Castella i Lleó. Forma part de la comarca d'El Bierzo. El terme municipal aplega la Vall d'Ancares i els pobles de Balouta i Suarbol, separats de la vall pel Port d'Ancares (1.648 msnm).

## Demografia
| 1991 | 1996 | 2001 | 2004 |
| ---- | ---- | ---- | ---- |
| 611  | 444  | 417  | 407  |